# Andrew Braybrook
Andrew Braybrook (geboren in 1960) is een softwareontwikkelaar en een voormalig computerspelprogrammeur. Hij is bekend van spelen als Paradroid, Gribbly's Day Out, Fire and Ice, Uridium en Morpheus. Hij programmeerde ook de Amiga-versie van het arcadespel Rainbow Islands.
Braybrook begon zijn carrière als ontwikkelaar van boekhoudprogramma's in COBOL voor GEC Marconi. Hij maakte voor het eerst kennis met computerspellen toen hij basgitaar speelde in een rockband met Steve Turner. Turner schreef in zijn vrije tijd spellen voor de ZX Spectrum en besloot om zich volledig te wijden aan spelontwikkeling. Hij richtte het softwarehuis Graftgold op. In september 1983 vroeg Turner Braybrook om voor hem te komen werken.
Braybrook werkt nu als hoofdsoftwareontwikkelaar voor een grote verzekeringsmaatschappij.

## Bekende spellen
- Gribbly's Day Out (C64, 1985)
- Paradroid (C64, 1985)
- Uridium (C64, 1986)
- Alleykat (C64, 1986)
- Morpheus (C64, 1987)
- Intensity (C64, 1988)
- Rainbow Islands (Amiga, 1990)
- Paradroid 90 (Amiga, 1990)
- Realms (Amiga, 1991)
- Fire and Ice (Amiga, 1992)
- Uridium 2 (Amiga, 1993)